# 大阪府立淀川清流高等学校
大阪府立淀川清流高等学校（おおさかふりつ よどがわせいりゅう こうとうがっこう、英: YODOGAWASEIRYU highschool）は、大阪府大阪市東淀川区にある公立の総合学科高校。

## 概要
大阪府教育委員会の「大阪府立高等学校・大阪市立高等学校再編整備計画」に基づき、大阪府立北淀高等学校（東淀川区）と大阪府立西淀川高等学校（西淀川区）を統廃合し、2018年北淀高校の校地に新設された。
義務教育レベルも含め「基礎学力」を学び直し、社会人として「考える力」「生き抜く力」を身に付ける「エンパワメントスクール」8校のひとつ。
校名は、前身の北淀・西淀川の両校とも淀川右岸に位置し、生徒をはじめ関係者や地域になじみ深く、校地の位置もイメージしやすく、エンパワメントスクールとして生徒たちが真っ直ぐな気持ちで切磋琢磨し合う姿を「清流」の文字でイメージして、決定された。決定にあたり、生徒や教職員、同窓会、後援会の公募をもとに検討したとしている。
教育課程は全日制課程で、総合学科の中に情報・アート系列、ビジネス・教養系列、環境・健康系列、数理・人文系列の4つの系列を設置。生徒の学力や進路に応じて選択する単位制で、社会で活躍するために必要な力を育成する。
校歌は、『未来への翼』の曲名で、歌手の相川七瀬による作詞（北淀高校2年生で中退、28期生に相当）、ギタリスト押尾コータローによる作曲（北淀高校21期生）。
北淀高校及び西淀川高校のユネスコスクール活動を継承し、国際理解教育にも力を入れている。

## 沿革

### 年表
- 2018年4月1日 - 北淀高校の校地に大阪府立淀川清流高等学校開校（北淀・西淀川の両校は生徒募集停止）。
- 2018年4月9日 - 開校式及び第1回入学式[6]

## 交通アクセス
- 阪急京都本線上新庄駅より南東へ約1.2km（徒歩で約15分）
- Osaka Metro 今里筋線だいどう豊里駅）より南西へ約1.2km（徒歩で約15分）
- 大阪シティバス「淀川清流高校」バス停留所を下車、南西へ約120m（徒歩で約2分）